# Sagartiogeton entellae
Sagartiogeton entellae is een zeeanemonensoort uit de familie Sagartiidae.
Sagartiogeton entellae is voor het eerst wetenschappelijk beschreven door Schmidt in 1972.